# تيري موراي
تيري موراي هو لاعب هوكي الجليد كندي، ولد في 20 يوليو 1950 في شوفيل ‏ في كندا.

## وصلات خارجية
- تيري موراي على موقع دوري الهوكي الوطني (الإنجليزية)
- تيري موراي على موقع قاعة مشاهير الهوكي (لاعب أن.إتش.أل) (الإنجليزية)
- تيري موراي على موقع EliteProspects.com (الإنجليزية)
- تيري موراي على موقع HockeyDB.com (الإنجليزية)
- تيري موراي على موقع Hockey-Reference.com (الإنجليزية)